# Toy Defense
Toy Defense — франшиза стратегических игр в жанре Tower Defense (TD), разработанная компанией Melsoft Games. Первый релиз игры состоялся 17 октября 2012 года. На территории СНГ игра была более известна под названием «Солдатики». Первые две игры из серии посвящены Мировым войнам. Третий выпуск переносит игрока в мир фэнтези.
От 2015 года компания Wargaming заключила стратегическое партнерство с Melsoft Games и совместно работала над разработкой последующих игр. Toy Defense 2, так же как и другие игры Wargaming, посвященная теме Второй мировой войны.

## Игровой процесс
Toy Defense — это представитель стратегических free-to-play игр. В соответствии со стандартами жанра в основные задачи игрока входит отражать волны вражеских нападений. Для этого он должен быстро и удачно расставлять огневые точки разных типов. В течение игры боевые юниты и командиры приобретают опыт, за счёт которого их можно развивать.
В играх доступны несколько режимов. Прежде всего, это обычный одиночный режим, в ходе которого игрок выполняет миссии. За каждую успешно завершённую миссию выдаётся награда, зависящая от успешности прохождения. Достижения можно тратить на развитие возможностей отрядов и техники, а также обучение командиров. Кроме того, существует режим турнира и арены, где игроки могут участвовать в битвах с реальными игроками онлайн. За это игрок может получить дополнительное вознаграждение.

## Toy Defense
Оригинальная игра Toy Defense была выпущена 25 апреля 2012 года. Она была посвящена теме Первой мировой войны. В игре доступны 72 мисии и 4 типа юнитов — стрелок, огнемет, пушка и зенитка с доступным улучшением умений.

### Отзывы
| Сводный рейтинг | Сводный рейтинг   |
| Агрегатор       | Оценка            |
| --------------- | ----------------- |
| Metacritic      | 68/100 (4 обзора) |

На платформе агрегаторе Metacritic игра по оценкам критиков получила 68 балов из 100.

## Toy Defense 2
Toy Defense 2 стала продолжением (перезапуском) предыдущей игры и была выпущена 5 мая 2013 года для iOS и Android. Для аудитории стран СНГ более известна под названием «Солдатики 2». Игра получила обновлённую графику и улучшенный интерфейс, так же как и расширенные возможности улучшения для отрядов и командиров. Игрокам на выбор даётся четыре нации-участницы Второй мировой (СССР, Великобритания и США, а в поздних обновлениях появилась возможность игры за Францию). Для прохождения в игре доступно несколько сотен одиночных миссий (в оффлайн режиме), режим арены и турнира (онлайн). Одиночные миссии посвящены наиболее известным театрам военных действий (Сталинградская битва, операции «Крусэйдер» и «Оверлорд», битва за Иводзиму и т. д.).

### Отзывы
| Русскоязычные издания | Русскоязычные издания |
| Издание               | Оценка                |
| --------------------- | --------------------- |
| «Игры Mail.ru»        | 7,0/10                |

Игра получила награду в номинации «Лучший мобильный проект» на выставке ИгроМир 2015.

## Toy Defense 3: Fantasy
Toy Defense:Fantasy (Солдатики 3. Средневековье) была выпущена 20 декабря 2013 для iOS, 25 января 2014 для Android, а 6 мая 2015 на PC. Основной принцип игры остался без изменений, однако события теперь разворачиваются в фэнтезийном мире в духе Средневековья. На замену солдатам, самолётам и танкам пришли лучники, замки, драконы, волшебники и т. д.
В 2016 году, после заключения соглашения о стратегическом партнерстве и смены руководства компании, игра была существенно обновлена.
В 2018 году она была признана лучшей игрой в своем жанре по версии редакции Google Play.